# Абд ар-Рахман ибн Мумин
Абд ар-Рахман ибн Мумин или Габдерахман ибн Мумин, Абд ар-Рахман ибн Мумин эмир (тат. Абд ар-Рахман ибн Мөэмин әмир, Abd ar-Raxman ibn Mö'min, عبدالرحمن بن مومين; X век — 1006 год г. Болгар) — правитель Волжской Булгарии, сын Мумина ибн Ахмада. Во время правления Абд ар-Рахмана ибн Мумина Волжская Булгария централизовалась вокруг города Болгара.

## Взаимоотношения Булгарии и Руси
Взаимоотношения Волжской Булгарии и Руси за время правления Абд ар-Рахмана ибн Мумина улучшились, поскольку, по некоторым данным, Владимир женился на его дочери. Впоследствии в этом браке родились святые Борис и Глеб. Также Святополк Окаянный, убивший Бориса и Глеба, возможно был потомком Абд ар-Рахмана ибн Мумина.

## Основание Казани
С 985 года торговля Волжской Булгарии и Руси увеличилась, поэтому Абд ар-Рахман ибн Мумин решил основать новый торговый (а позже и военный) город на северо-западе своего государства — Казань. По некоторым источникам, эмира Ахмада ибн Джагфара связывают с основанием города Казани в 940-950 годах, но мнения по этому поводу противоречивы: вероятно в то время на месте Казани мог быть лишь небольшой портовый пункт для лодок. Во времена правления Абд ар-Рахмана ибн Мумина (980-1006) город стал настоящим торговым центром. Таким образом Казань участвовала в торговых связях между булгарами и западными государствами.
В Болгаре чеканились дирхамы с именем Абд ар-Рахмана ибн Мумина (997/998).

## Память
В 2005 году было отмечено 1000-летие Казани. В город приехало много высокопоставленных гостей из СНГ. Президенты России, Татарстана, Казахстана — Владимир Путин, Минтимер Шаймиев, Нурсултан Назарбаев приняли участие в церемонии открытия Казанского метрополитена. Многие исторические здания Казани были перестроены к тысячелетию Казани.